# Rubus cockburnianus
Rubus cockburnianus  (zarza de tallos blancos) es una especie grande del género Rubus, endémica de Gran Bretaña.

## Descripción
Tiene hojas ovaladas, de 2 dm de largo, que semejan a las de los helechos, por su envés tienen una pilosidad blancuzca; flores purpúreas; frutos de coloración negra, poco sabrosos, madurando en el verano.
Se hacen muy buenos setos para jardinería. 

## Taxonomía
Rubus cockburnianus fue descrita por William Botting Hemsley y publicado en Journal of the Linnean Society, Botany 29(202): 305. 1892.
Etimología
Ver: Rubus
Sinonimia
- Rubus giraldianus Focke
- Rubus thibetianus auct.[2]